# Pekkasaari
Pekkasaari är en ö i Finland. Den ligger i sjön Ahveninen och i kommunen Pieksämäki i den ekonomiska regionen  Pieksämäki ekonomiska region  och landskapet Södra Savolax, i den centrala delen av landet, 270 km norr om huvudstaden Helsingfors. Öns area är 3,4 hektar och dess största längd är 290 meter i sydväst-nordöstlig riktning.